# سعود بن هلال بن حمد البوسعيدي
سعود بن هلال بن حمد البوسعيدي (9 يونيو 1970م-) وزير الدولة في سلطنة عمان. ومحافظ العاصمة مسقط.